# Literatura LGBT de Perú
La literatura LGBT de Perú es una suma de prácticas poéticas, narrativas, teatrales y ensayísticas donde el horizonte estético y político es la disidencia sexual nacional. Además de otros elementos que conservan, fortalecen y promueven la escritura sobre la disidencia sexual como las revistas, la prensa, las editoriales, entre otros. Este tipo de literatura atraviesa las varias tendencias de la escritura creativa y reflexiva durante los siglos XIX, XX y XXI. 

## SigloXX

### José María Arguedas
- Presenta un personaje trans en su novela El Sexto.

### Mario Vargas Llosa
Nobel de Literatura 2010.
- El protagonista de su novela Historia de Mayta es homosexual.

### Jaime Bayly
Escritor bisexual peruano.
Publicaciones
- No se lo digas a nadie (1994)

### Alex Brocca
Publicaciones
- Canto de dolor, no repitan la canción (2000)

## SigloXXI

### Giuseppe Campuzano
Escritor, artista visual, activista y filósofo peruano. Su postura política estuvo ligada a su escritura creativa y crítica, donde la disidencia y, precisamente, el travestismo es la base de su pensamiento filosófico.
Publicaciones
- Museo travesti del Perú (2008)

- Saturday night thriller y otros escritos (2013)

### Javier Ponce Gambirazio
Escritor, cineasta y psicólogo clínico. Fue docente en la Universidad Peruana Cayetano Heredia.
Publicaciones
- El cine malo es mejor (2018)
- Lo tenemos levantado hacia el Señor (2019)

### Gia Lujuria
Escritora, artista y activista transgénero. Es articulista en Crónicas de la Diversidad y jurado de los PREMIOS GIO, concurso enfocado a la producción cinematográfica LGTBIQ+.
Publicaciones
- Cuarto oscuro (2018)
- Las exploradoras de la luna (2021)
- Lucifer y los 8 pekados kapitales (2022)

## Revistas especializadas
Crónicas de la Diversidad es una revista literaria y cultural que reúne una serie de publicaciones enfocadas en la escritura creativa y reflexiva sobre la comunidad LGTBIQ+. La vasta y heterogénea producción de discursos que se registran en la revista, tiene como punto de partida las experiencias de las personas con identidades sexuales disidentes en el Perú. Además de crear un archivo que conserva y construye la memoria de esta comunidad que tiene una historia de violencia en el territorio nacional.
Publicaciones
- Versión impresa de Revista Crónicas de la Diversidad

- Versión virtual de Revista Crónicas de la Diversidad

- Incendiar el closet. Teatro disidente en el siglo XXI[2]

## Editoriales especializadas
Gafas Moradas
Es una editorial feminista que publica investigaciones y ficciones enfocada en la disidencia sexual, maternidad y la masculinidad. Su labor de rescate se observa en las reediciones de textos fundamentales de la literatura peruana como Duque (1934) de José Diez Canseco y Confesiones de Dorish Dam (1929) de Delia Colmenares. Gafas Moradas es creada por Lizbeth Alvarado, editora y directora de la editorial, en el 2020.
Publicaciones
- Despadre: Masculinidades, travestismos y ficciones de la ley en la literatura peruana (2021), de Margarita Saona
- Homogenésis. Una historia del movimiento homosexual de Lima en los años 80 (2022), de Joaquín Marreros

Reediciones
- Duque (2020) de José Diez Canseco
- Confesiones de Dorish Dam (2021) de Delia Colmenares